# Xixuthrus heros
Xixuthrus heros is een keversoort uit de familie boktorren (Cerambycidae).

## Kenmerken
Deze 8 tot 10 cm lange boktor heeft een zwartbruin lichaam met een kleine kop, waarop zich sterk getande kaken bevinden. Het dier heeft de voor boktorren kenmerkende antennen. De voorpoten zijn langer dan de andere twee pootparen.

## Verspreiding en leefgebied
Deze territoriaal ingestelde soort komt voor in de bossen van Zuid-Amerika.